# جامعة نوفا لشبونة
جامعة نوفا لشبونة (بالبرتغالية: Universidade NOVA de Lisboa‏) -أو جامعة نوفا فقط- هي جامعة برتغالية تقع إدارتها في كامبوليد في لشبونة. تأسست في عام 1973، وهي أحدث الجامعات الحكومية في العاصمة البرتغالية، واكتسبت اسمها باسم جامعة لشبونة «الجديدة» (نوفا).
تضم المؤسسة أكثر من 20000 طالب و 1800 أستاذ وموظف موزعين على خمس كليات وثلاثة معاهد ومدرسة واحدة، وتقدم مجموعة متنوعة من الدورات في العديد من مجالات المعرفة.

## التاريخ

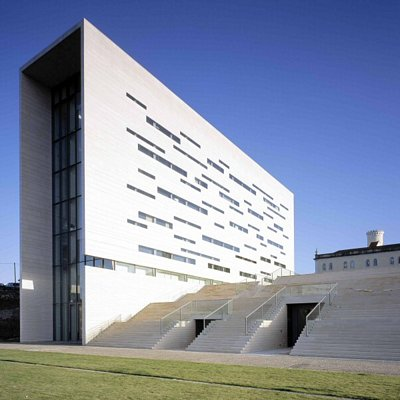
مبنى الجامعة

تأسست جامعة نوفا لشبونة في عام 1973 وهي أحدث جامعة عامة في منطقة العاصمة لشبونة مع وحدات تعليمية في لشبونة وألمادا وأويراس وكاسكايس.
تأسست كاستجابة للطلب المتزايد باستمرار على التعليم العالي في البرتغال وفي لشبونة على وجه الخصوص. بينما ركزت سنواتها الأولى على برامج الدراسات العليا والمتخصصة بدأت جامعة نوفا في توسيع نطاق التدريس والبحث من عام 1977 فصاعدًا.
نُظِّم هيكل جامعة نوفا وفقًا لنموذج الأقسام وتعدد التخصصات، حيث تتمتع كل وحدة أكاديمية بقدر كبير من الاستقلالية.

## الوحدات الأكاديمية
تنقسم نوفا إلى تسع وحدات أكاديمية تتمتع بقدر كبير من الاستقلالية. وهي:
- العلوم والتكنولوجيا: FCT NOVA - مدرسة نوفا للعلوم والتكنولوجيا
- العلوم الاجتماعية والإنسانية: NOVA FCSH - كلية العلوم الاجتماعية والإنسانية
- الاقتصاد والإدارة: Nova SBE - مدرسة نوفا للأعمال والاقتصاد
- العلوم الطبية: NMS | FCM - كلية الطب بنوفا
- القانون:  NOVA Direito - كلية الحقوق
- إدارة الإحصاء والمعلومات: NOVA IMS - مدرسة إدارة المعلومات NOVA
- التكنولوجيا الكيميائية والبيولوجية: ITQB NOVA - معهد أنطونيو كزافييه للتكنولوجيا الكيميائية والبيولوجية
- النظافة والطب الاستوائي: IHMT - معهد الصحة المدارية والطب (البرتغالية)
- الصحة العامة: ENSP-NOVA - المدرسة الوطنية للصحة العامة

## وحدات البحث
تستضيف جامعة نوفا لشبونة 42 وحدة بحث وتطوير، 15 منها عبارة عن شراكات بحثية بين نوفا والمؤسسات الوطنية الأخرى. في عام 2013 قيمت المؤسسة البرتغالية للعلوم والتكنولوجيا (FC & T) 75% من وحدات البحث والتطوير في نوفا بـ «استثنائي» أو «ممتاز» أو «جيد جدًا».
تُعد جامعة نوفا مسؤولة عن حوالي 10% من الأوراق البحثية الوطنية المفهرسة على شبكة العلوم. منذ إطلاق برنامج منح مجلس البحوث الأوروبي (ERC) في عام 2009 حصل باحثو نوفا على ما مجموعه 10 منح، مما جعل نوفا واحدة من أفضل المؤسسات الوطنية في هذا المجال.

## مدرسة نوفا للأعمال والاقتصاد
يُعد ماجستير إدارة الأعمال بلشبونة هو شراكة بين نوفا والجامعة الكاثوليكية في البرتغال و كلية سلوان للإدارة لمعهد ماساتشوستس للتكنولوجيا. تشمل الشراكة ماجستير إدارة الأعمال بدوام كامل لمدة عام واحد وماجستير إدارة الأعمال بدوام جزئي. الجامعتان اللتان تقدمان برنامج ماجستير إدارة الأعمال هذا حاصلين على اعتماد التاج الثلاثي وهما AMBA وEQUIS وAACSB.
في عام 2019 احتلت مدرسة نوفا للأعمال والاقتصاد المرتبة الثلاثين بين أفضل كليات إدارة الأعمال الأوروبية وفقًا لتصنيف فاينانشال تايمز.
تشارك نوفا أيضًا بنشاط في إجراءات التعاون التي تروج لها الحكومة البرتغالية ولا سيما مع جامعات أمريكا الشمالية مثل جامعة تكساس في أوستن (UTA) ومعهد ماساتشوستس للتكنولوجيا (MIT) وجامعة كارنيجي ميلون (CMU)، وبالتحديد في دورات الماجستير وبرامج الدكتوراه والبحث.

## الترتيب
في 2014 قيمت تصنيفات جامعة THE-QS العالمية نوفا كواحدة من أفضل الجامعات في العالم التي تحتل المرتبة 312 في العالم. تُعد نوفا هي الجامعة البرتغالية الوحيدة في تصنيف QS Top 50 تحت تصنيف 50 بعد أن وصلت إلى هذا المركز للعام الثالث على التوالي.
تُعد مدرسة نوفا للأعمال والاقتصاد -التي توسعت وأصبحت مدرسة أعمال عالمية- هي كلية إدارة الأعمال الوحيدة في البرتغال التي حققت امتياز إديونيفيرسال، حيث تُصنَّف بين أفضل 100 كلية إدارة أعمال في جميع أنحاء العالم. صُنِّفت أيضًا على أنها الثالثة والعشرون في أوروبا من خلال تصنيف فاينانشال تايمز لأفضل كليات إدارة الأعمال في أوروبا في عام 2015.
كما سُلِّط الضوء على نوفا بسبب بلوغ بنسبة أساتذتها الحاصلين على درجة الدكتوراه 100% وتنوعها بين الجنسين والتنوع الدولي مع 40% من النساء في هيئة التدريس و 29% من الأساتذة من جنسيات أجنبية.
توتيب ماجستير العلوم المالية في نوفا هو رقم 19 من حيث الأفضل في العالم وذلك من قبل فاينانشال تايمز، بينما رُتِّب الماجستير في الاقتصاد كخامس أفضل ماجستير في العالم حسب تصنيفات إديونيفيرسال، والـ17 كأفضل ماجستير في الإدارة في العالم من قبل فاينانشال تايمز.

## روابط خارجية
- جامعة نوفا لشبونة
- دليل الدورات
- درجة تأثير - فاينانشال تايمز